# 14 november
14 november är den 318:e dagen på året i den gregorianska kalendern (319:e under skottår). Det återstår 47 dagar av året.

## Återkommande bemärkelsedagar

### Övriga
- Världsdiabetesdagen
- Ostkakans dag

## Namnsdagar

### I den svenska almanackan
- Nuvarande – Emil och Emilia
- Föregående i bokstavsordning
  - Emil – Namnet förekom på 1790-talet på 14 augusti, men utgick sedan. 1901 infördes det på dagens datum och har funnits där sedan dess.
  - Emilia – Namnet infördes 1901 på 23 januari och fanns där fram till 2001, då det flyttades till dagens datum.
  - Fredrik – Namnet förekom på dagens datum under 1600-talet, innan det 1702 flyttades till 18 juli, där det har funnits sedan dess.
  - Mildred – Namnet infördes 1986 på 23 januari, men flyttades 1993 till dagens datum och utgick 2001.
  - Milly – Namnet infördes på dagens datum 1986, men utgick 1993.
  - Mimmi – Namnet infördes på dagens datum 1986, men flyttades 1993 till 7 april och utgick 2001.
  - Hypatius – Namnet fanns, till minne av en biskop, som dog martyrdöden i Mindre Asien 325, på dagens datum före 1901, då det utgick.
- Föregående i kronologisk ordning
  - Före 1901 – Hypatius och Fredrik
  - 1901–1985 – Emil
  - 1986–1992 – Emil, Milly och Mimmi
  - 1993–2000 – Emil och Mildred
  - Från 2001 – Emil och Emilia
- Källor
  - Brylla, Eva (red.). Namnlängdsboken. Gjøvik: Norstedts ordbok, 2000 ISBN 91-7227-204-X
  - af Klintberg, Bengt. Namnen i almanackan. Gjøvik: Norstedts ordbok, 2001 ISBN 91-7227-292-9

### Finlandssvenska almanackan
- Nuvarande från 1929[1] – Iris
- I föregående revideringar[a][2]
  - inga ändringar sedan 1929

## Händelser
- 1889 – Nellie Bly, amerikansk journalist, startar sin resa jorden runt från New York för att slå Phileas Foggs fiktiva rekord i Jorden runt på 80 dagar som det berättas i Jules Vernes klassiska roman, till 25 januari 1890.
- 1935 – Parlamentsval hålls i Storbritannien.
- 1940 – Coventry i England förstörs genom ett omfattande bombanfall utfört av tyska Luftwaffe.
- 1941 – Det brittiska hangarfartyget Ark Royal sänks av den tyska ubåten U-81.
- 1970 – Gösta Bohman väljs till ordförande i Moderata samlingspartiet efter Yngve Holmberg.
- 1973 – Prinsessan Anne, Princess Royal gifter sig med kapten Mark Phillips.
- 1993 – Vid en folkomröstning i Puerto Rico säger 48 % av de deltagande nej till att bli en delstat i USA.[3]

## Födda
- 1501 – Anna av Oldenburg, grevinna av Ostfriesland i nordvästra Tyskland.
- 1601 – Jean Eudes, fransk romersk-katolsk präst, missionär och ordensgrundare, helgon.
- 1663 – Friedrich Wilhelm Zachau, tysk kompositör.
- 1668 – Johann Lukas von Hildebrandt, österrikisk arkitekt.
- 1763 – Stanley Griswold, amerikansk politiker, senator (Ohio) 1809.
- 1765 – Robert Fulton, amerikansk uppfinnare av ångbåten.
- 1774 – Gaspare Spontini, italiensk operatonsättare.
- 1776 – Henri Dutrochet, fransk läkare och växtfysiolog.
- 1778 – Johann Nepomuk Hummel, österrikisk kompositör.
- 1779 – Adam Oehlenschläger, dansk skald och dramatiker.
- 1795 – Frédéric de Reiffenberg, belgisk baron och historiker.
- 1797 – Charles Lyell, brittisk geolog.
- 1799 – Andrej Rozen, rysk författare.
- 1812
  - Aleardo Aleardi, italiensk diktare.
  - Maria Kristina av Savojen, drottning av Kungariket Bägge Sicilierna i nuvarande Italien.
- 1824 – Carl Israel Sandström, svensk tonsättare, organist och musiklärare.
- 1828 – Charles de Freycinet, fransk politiker.
- 1830 – Conrad Bursian, tysk klassisk filolog.
- 1840 – Claude Monet, fransk konstnär.
- 1847 – Jekaterina Dolgorukova, rysk adelsdam.
- 1848 – Sándor Wekerle, ungersk politiker.
- 1852 – Alfred Lichtwark, tysk museiman och konstvetare.
- 1862 – Johann Heinrich von Bernstorff, tysk greve och diplomat.
- 1863 – Leo Baekeland, belgisk-amerikansk kemist, bakelitens uppfinnare.
- 1876 – Hermann Ludwig Blankenburg, tysk kompositör av marschmusik.
- 1877 – Otto Hultberg, svensk sportskytt.
- 1878 – Louis Marcoussis, fransk konstnär, målare.
- 1884 – Cesare Maria De Vecchi, italiensk militär och politiker.
- 1885 – Sonia Delaunay-Terk, rysk-fransk konstnär.
- 1889 – Jawaharlal Nehru, Indiens förste premiärminister.
- 1891
  - Frederick G. Banting, upptäckare av insulinet, mottagare av Nobelpriset i fysiologi eller medicin 1923.
  - Ted Meredith, amerikansk friidrottare, OS-guld 1912.
- 1892 – Hildur Ericsson, svensk lärarinna och riksdagspolitiker (socialdemokrat).
- 1893 – Carlo Emilio Gadda, italiensk författare.
- 1895 – Frank J. Lausche, amerikansk demokratisk politiker och jurist, senator (Ohio) 1957–1969.
- 1896 – Mamie Eisenhower, USA:s första dam 1953–1961, gift med Dwight D. Eisenhower.
- 1898
  - Magda Holm, svensk skådespelare och seglare.
  - Otto Falklind, svensk sjöman, navigationslärare och lektor.
- 1899 – Seth Bremberg, svensk redaktör och författare.
- 1900
  - Aaron Copland, amerikansk tonsättare.
  - Einar Böckertz, svensk skådespelare, inspicient och sångtextförfattare.
  - Hanny Schedin, svensk skådespelare.
- 1901 – Christian Elling, dansk professor och konsthistoriker.
- 1902 – Inge Stenberg, svensk ingenjör och företagsledare.
- 1904 – Dick Powell, amerikansk skådespelare och sångare.
- 1906
  - Claude Ménard, fransk friidrottare.
  - Louise Brooks, amerikansk skådespelare.
- 1907
  - Astrid Lindgren, svensk författare.
  - William Steig, amerikansk serietecknare, skulptör och barnboksförfattare.
- 1908
  - Joseph McCarthy, amerikansk politiker, senator (Wisconsin) 1947–1957.
  - Sigvard Nilsson-Thurneman, svensk mördare, medlem i Salaligan.
- 1912 – Åke Jensen, svensk skådespelare och sångare.
- 1913
  - Abd al-Ila'h, irakisk kronprins.
  - Mario Roberto Álvarez, argentinsk arkitekt.
  - Vera Nilsson, svensk skådespelare.
- 1916 – Sherwood Schwartz, amerikansk TV-producent.
- 1917 – Henry Theel, finländsk sångare.
- 1919
  - Birgit Wåhlander, svensk skådespelare.
  - Björn Borg, svensk simmare, mottagare av Svenska Dagbladets guldmedalj 1938.
  - Veronica Lake, amerikansk skådespelare.
- 1922 – Boutros Boutros-Ghali, egyptisk politiker, FN:s generalsekreterare 1991–1996.
- 1928 – Håkan Thorsén, svensk tecknare och lärare.
- 1930
  - Edward H. White, amerikansk astronaut (Apollo 1).
  - John Bennett, amerikansk före detta friidrottare.
- 1932 – Gunter Sachs, tysk fotograf, regissör och astrologiforskare.
- 1933 – Fred W. Haise, amerikansk rymdfarare (astronaut) (Apollo 13).
- 1935
  - Harry Gray, amerikansk kemist.
  - Kung Hussein (I), Jordaniens kung 1952–1999.
- 1936 – Freddie Garrity, brittisk sångare.
- 1937 – Murray Oliver, kanadensisk ishockeyspelare.
- 1941 – Tom Golisano, amerikansk företagsledare.
- 1942
  - Jan Stenbeck, svensk mediaman (Tele2, med mera).
  - Klaus Beer, tysk före detta friidrottare.
- 1943 – Peter Norton, amerikansk programmerare, författare och filantrop.
- 1944
  - Fred Cuny, amerikansk specialist på katastrofhjälp.
  - Inger Frimansson, svensk författare och journalist.
- 1948
  - Charles III av Storbritannien, kung av Storbritannien.
  - Kristina Lugn, svensk poet och författare, ledamot av Svenska Akademien.
- 1951
  - Sven Åberg, svensk flöjtist.
  - Zhang Yimou, kinesisk skådespelare, filmfotograf och regissör.
- 1952 – Bill Farmer, amerikansk röstskådespelare.
- 1953 – Dominique de Villepin, fransk diplomat, poet och politiker (utrikesminister 2002–2004 premiärminister 2005–2007).
- 1954
  - Bernard Hinault, fransk cyklist.
  - Condoleezza Rice, amerikansk politiker, utrikesminister 2005–2009.
  - Yanni, grekisk pianist och kompositör.
- 1955 – Ann-Sofie Kylin, svensk skådespelare.
- 1957
  - Andra Lasmanis, svensk filmfotograf, regissör och filmkonsulent.
  - Gretchen Peters, amerikansk låtskrivare och sångare.
  - Wolfgang Hoppe, tysk tiokampare och styrman i bob.
- 1959 – Chris Woods, engelsk målvaktstränare och före detta fotbollsmålvakt.
- 1961
  - D.B. Sweeney, amerikansk skådespelare.
  - Vicki Schreck, amerikansk skådespelare.
- 1963
  - Aaron Burckhard, amerikansk musiker, grungebandet Nirvanas första trummis.
  - Peter Fröjdfeldt, svensk fotbollsdomare.
- 1968 – Elsa Rydin, svensk musiker, låtskrivare, sångare.
- 1969 – Ola Eliasson, svensk operasångare.
- 1970 – Erik Bo Andersen, dansk före detta fotbollsspelare.
- 1972
  - Josh Duhamel, amerikansk skådespelare och tidigare fotomodell.
  - Tilde de Paula Eby, svensk programledare.
- 1973
  - Andrew Strong, irländsk sångare.
  - Dilnarin ”Dee” Demirbag, svensk dansare (bland annat för E-Type) och fotomodell.
- 1974 – André Luiz Moreira, brasiliansk fotbollsspelare.
- 1975
  - Gary Vaynerchuk, amerikansk entreprenör och författare.
  - Travis Barker, amerikansk trummis.
- 1978
  - Leandro Müller, brasiliansk författare.
  - Michala Banas, nyzeeländsk skådespelare.
- 1980 – Johanna Thydell, svensk författare.
- 1981
  - Vanessa Bayer, amerikansk komiker och skådespelare.
  - Tim Jackman, amerikansk professionell ishockeyspelare.
- 1983 – Sonam Jamtsho, bhutansk fotbollsspelare.
- 1984
  - Edita Abdieski, schweizisk sångare.
  - Marija Šerifović, serbisk artist.
  - Vincenzo Nibali, italiensk professionell tävlingscyklist.
- 1985
  - Ching Maou Wei, simmare från Amerikanska Samoa.
  - Ramón Núñez, honduransk professionell fotbollsspelare.
  - Thomas Vermaelen, belgisk fotbollsspelare.
  - Vero Salatić, schweizisk fotbollsspelare.
- 1986 – Dennis Ahl, svensk MMA-utövare.
- 1987
  - Nour El Refai, svensk skådespelare och komiker.
  - Sofia Assefa, etiopisk friidrottare.
- 1989
  - Andreu Fontàs, spansk fotbollsspelare.
  - Jake Livermore, engelsk fotbollsspelare.
  - Vlad Chiricheș, rumänsk fotbollsspelare.
- 1990 – Jessie Jacobs, australisk skådespelare och sångare.
- 1991
  - Taylor Hall, kanadensisk ishockeyspelare.
  - Taras Romanczuk, polsk fotbollsspelare.
- 1993 – Samuel Umtiti, fransk-kamerunsk fotbollsspelare i FC Barcelona.

## Avlidna
- 1263 – Alexander Nevskij, 43, rysk nationalhjälte och helgon.
- 1687 – Nell Gwynne, 37, engelsk skådespelare, Karl II:s älskarinna.
- 1689 – Gustaf Sparre, 64, svensk friherre, diplomat, hovrättsråd, riksråd och landshövding i Västmanlands län.
- 1716 – Gottfried Wilhelm Leibniz, 70, tysk filosof och matematiker.
- 1734 – Louise de Kérouaille, hertiginna av Portsmouth, 85, engelsk kunglig mätress.
- 1780 – Jakob Houbraken, 81, nederländsk kopparstickare.
- 1802 – Jacob von Engeström, 67, svenskt kansliråd, misstänkt för delaktighet i sammansvärjningen mot Gustav III.
- 1825 – Jean Paul, 62, tysk författare.
- 1831 – Georg Wilhelm Friedrich Hegel, 61, tysk filosof.
- 1832 – Charles Carroll, 95, amerikansk politiker, senator (Maryland) 1789–1792.
- 1841 – Thomas Bruce, 7:e earl av Elgin, brittisk adelsman och diplomat.
- 1847 – Josef Jungmann, 74, tjeckisk språkforskare.
- 1854 – Betty Boije, 32, finländsk operasångare och kompositör.
- 1882 – Billy Claiborne, 22, amerikansk brottsling, deltagare i revolverstriden vid O.K. Corral.
- 1908 – Aleksej Aleksandrovitj av Ryssland, 58, rysk storfurste och sjömilitär.
- 1914 – Frederick Roberts, 1:e earl Roberts, 82, brittisk fältmarskalk.
- 1915 – Booker T. Washington, 59, amerikansk författare och politiker.
- 1918 – Robert Anderson Van Wyck, 69, amerikansk demokratisk politiker.
- 1922 – Rudolf Kjellén, 58, svensk statsvetare.
- 1931 – Oscar Bergström, 57, svensk operasångare (basbaryton) och skådespelare.
- 1944 – Carl Flesch, 71, ungersk-tysk violinist och pedagog.
- 1946 – Manuel de Falla, 69, spansk kompositör.
- 1957 – James M. Tunnell, 78, amerikansk demokratisk politiker, senator (Delaware) 1941–1947.
- 1973 – Lulu Ziegler, 70, dansk skådespelare, regissör och sångare.
- 1977 – Ewert Ellman, 53, svensk skådespelare.
- 1980 – Arnold Haskell, 77, brittisk danskritiker.
- 1985 – Lars Granberg, 58, svensk skådespelare.
- 1986 – Fumiko Enchi, 81, japansk författare.
- 1987 – Pieter Menten, 88, nederländsk konsthandlare och dömd krigsförbrytare.
- 1990 – Malcolm Muggeridge, 87, brittisk journalist, författare och mediapersonlighet.
- 1996
  - Joseph Louis Bernardin, 68, amerikansk kardinal.
  - Virginia Cherrill, 88, amerikansk skådespelare.
- 2002 – Eddie Bracken, 87, amerikansk skådespelare.
- 2003 – Gene Anthony Ray, 41, amerikansk skådespelare.
- 2008 – Tsvetanka Christova, 46, bulgarisk diskuskastare.
- 2011 – Richard Douthwaite, 69, brittisk ekonom och ekolog.
- 2014 – Glen A. Larson, 77, amerikansk manusförfattare och tv-producent.